# George van Nassau-Dillenburg
George I de Oude (Dillenburg, 1 september 1562 - aldaar, 9 augustus 1623) was graaf van Nassau-Beilstein en Nassau-Dillenburg.

## Leven
George was de derde zoon van Jan VI de Oude van Nassau-Dillenburg en diens eerste vrouw Elisabeth van Leuchtenberg. Hij studeerde in 1576 te Heidelberg en ging vervolgens naar de Nederlanden, waar hij onder Gunther van Schwarzburg in de krijgsdienst trad. Een hier opgevat plan hem als bisschop van Utrecht te installeren kwam niet tot uitvoering. Sinds 1580 verbleef hij aan het hof van markgraaf George Frederik I van Brandenburg-Ansbach.
George kwam in 1604 aan de regering in land en stad Driedorf, die hij van zijn vader kocht. Na zijn vaders dood (1606) deelde hij diens gebied met zijn broers Willem Lodewijk, Jan VII de Middelste, Ernst Casimir en Johan Lodewijk, waarbij hij de heerlijkheid Beilstein met het Westerwald, Burbach en de Hickengrund kreeg. In 1611 kocht hij van Jan VII bovendien Wehrheim, dat gezamenlijk met Keur-Trier werd bestuurd.
Hij resideerde pas sinds 1612 te Beilstein. Tot dat jaar verbleef hij te Dillenburg, waar hij als regent optrad namens zijn broer Willem Lodewijk, die als stadhouder van Friesland in de Nederlanden verbleef. In 1618 sloten George en Jan VII een overeenkomst waarin de laatstgenoemde afzag van zijn recht op Nassau-Dillenburg, dat hem na de dood van Willem Lodewijk zou toevallen. Na diens dood volgde George hem dan ook op als graaf van Nassau-Dillenburg. Nassau-Beilstein werd hierop verdeeld, zodat George alleen Burbach en de Hickengrund behield. Na zijn dood (1623) verdeelden zijn zoons Albrecht en Lodewijk Hendrik het graafschap, maar na Albrechts dood in 1626 werd Nassau-Dillenburg weer verenigd onder Lodewijk Hendrik. George werd op 10 september 1623 bijgezet in de grafkelder in de Evangelische Stadskerk in Dillenburg.

## Huwelijken en kinderen
George huwde in 1584 met Anna Amalia van Nassau-Saarbrücken (1565-1605), dochter van Filips III van Nassau-Saarbrücken. Uit het huwelijk werden veertien kinderen geboren, van wie de meeste jong stierven:
- Johan Filips (1586-1586)
- Johan George (1587-1587)
- Johan Filips (1590-1607)
- George II de Jonge (1591-1616)
- Maria Juliana (1592-1645), gehuwd met George II van Sayn-Wittgenstein-Berleburg, zoon van Graaf Lodewijk I van Sayn-Wittgenstein
- Louise (1593-1614)
- Lodewijk Hendrik (1594-1662), graaf van Nassau-Dillenburg
- Filips Wolfgang (1595-1595)
- Albrecht (1596-1626), graaf van Nassau-Dillenburg
- Amalia (1597-1598)
- Elisabeth (1598-1599)
- Erika (1601-1657)
- Anna Elisabeth (1602-1651)
- Maurits Lodewijk (1603-1604)

In het jaar van de dood van zijn eerste vrouw hertrouwde hij met Amalia van Sayn-Wittgenstein (1585-1633), dochter van Lodewijk I van Sayn-Wittgenstein. Uit dit huwelijk werd één kind geboren:
- Margaretha (1606-1661), gehuwd met Otto van Lippe-Brake

## Kwartierstaat
| Jan V van Nassau-Dillenburg (1455-1516)           | Jan V van Nassau-Dillenburg (1455-1516)           | Jan V van Nassau-Dillenburg (1455-1516)           | Jan V van Nassau-Dillenburg (1455-1516)           | Jan V van Nassau-Dillenburg (1455-1516)           | Jan V van Nassau-Dillenburg (1455-1516)           | Elisabeth van Hessen-Marburg (1466–1523)   | Elisabeth van Hessen-Marburg (1466–1523)   | Elisabeth van Hessen-Marburg (1466–1523)   | Elisabeth van Hessen-Marburg (1466–1523)   | Elisabeth van Hessen-Marburg (1466–1523) | Elisabeth van Hessen-Marburg (1466–1523) |                                          |                                          | Botho III van Stolberg-Wernigerode (1467-1538) | Botho III van Stolberg-Wernigerode (1467-1538) | Botho III van Stolberg-Wernigerode (1467-1538) | Botho III van Stolberg-Wernigerode (1467-1538) | Botho III van Stolberg-Wernigerode (1467-1538) | Botho III van Stolberg-Wernigerode (1467-1538) | Anna van Eppstein-Königstein (1481-1538)     | Anna van Eppstein-Königstein (1481-1538)     | Anna van Eppstein-Königstein (1481-1538) | Anna van Eppstein-Königstein (1481-1538) | Anna van Eppstein-Königstein (1481-1538)    | Anna van Eppstein-Königstein (1481-1538)    |                                             |                                             | Jan IV van Leuchtenberg (1470-1531)         | Jan IV van Leuchtenberg (1470-1531)         | Jan IV van Leuchtenberg (1470-1531) | Jan IV van Leuchtenberg (1470-1531) | Jan IV van Leuchtenberg (1470-1531)    | Jan IV van Leuchtenberg (1470-1531)    | Margaretha van Schwarzburg-Blankenburg (1510-1552) | Margaretha van Schwarzburg-Blankenburg (1510-1552) | Margaretha van Schwarzburg-Blankenburg (1510-1552) | Margaretha van Schwarzburg-Blankenburg (1510-1552) | Margaretha van Schwarzburg-Blankenburg (1510-1552) | Margaretha van Schwarzburg-Blankenburg (1510-1552) |                                            |                                            | Frederik I van Brandenburg-Ansbach (1460-1536) | Frederik I van Brandenburg-Ansbach (1460-1536) | Frederik I van Brandenburg-Ansbach (1460-1536) | Frederik I van Brandenburg-Ansbach (1460-1536) | Frederik I van Brandenburg-Ansbach (1460-1536) | Frederik I van Brandenburg-Ansbach (1460-1536) | Zofia Jagiellonka (1464-1512)               | Zofia Jagiellonka (1464-1512)               | Zofia Jagiellonka (1464-1512) | Zofia Jagiellonka (1464-1512) | Zofia Jagiellonka (1464-1512) | Zofia Jagiellonka (1464-1512) |  |  |  |  |  |  |  |  |  |  |  |  |  |  |  |  |  |  |  |  |  |  |  |  |  |  |  |  |  |  |  |  |  |  |  |  |  |  |  |  |  |  |  |  |  |  |  |  |
| Jan V van Nassau-Dillenburg (1455-1516)           | Jan V van Nassau-Dillenburg (1455-1516)           | Jan V van Nassau-Dillenburg (1455-1516)           | Jan V van Nassau-Dillenburg (1455-1516)           | Jan V van Nassau-Dillenburg (1455-1516)           | Jan V van Nassau-Dillenburg (1455-1516)           | Elisabeth van Hessen-Marburg (1466–1523)   | Elisabeth van Hessen-Marburg (1466–1523)   | Elisabeth van Hessen-Marburg (1466–1523)   | Elisabeth van Hessen-Marburg (1466–1523)   | Elisabeth van Hessen-Marburg (1466–1523) | Elisabeth van Hessen-Marburg (1466–1523) |                                          |                                          | Botho III van Stolberg-Wernigerode (1467-1538) | Botho III van Stolberg-Wernigerode (1467-1538) | Botho III van Stolberg-Wernigerode (1467-1538) | Botho III van Stolberg-Wernigerode (1467-1538) | Botho III van Stolberg-Wernigerode (1467-1538) | Botho III van Stolberg-Wernigerode (1467-1538) | Anna van Eppstein-Königstein (1481-1538)     | Anna van Eppstein-Königstein (1481-1538)     | Anna van Eppstein-Königstein (1481-1538) | Anna van Eppstein-Königstein (1481-1538) | Anna van Eppstein-Königstein (1481-1538)    | Anna van Eppstein-Königstein (1481-1538)    |                                             |                                             | Jan IV van Leuchtenberg (1470-1531)         | Jan IV van Leuchtenberg (1470-1531)         | Jan IV van Leuchtenberg (1470-1531) | Jan IV van Leuchtenberg (1470-1531) | Jan IV van Leuchtenberg (1470-1531)    | Jan IV van Leuchtenberg (1470-1531)    | Margaretha van Schwarzburg-Blankenburg (1510-1552) | Margaretha van Schwarzburg-Blankenburg (1510-1552) | Margaretha van Schwarzburg-Blankenburg (1510-1552) | Margaretha van Schwarzburg-Blankenburg (1510-1552) | Margaretha van Schwarzburg-Blankenburg (1510-1552) | Margaretha van Schwarzburg-Blankenburg (1510-1552) |                                            |                                            | Frederik I van Brandenburg-Ansbach (1460-1536) | Frederik I van Brandenburg-Ansbach (1460-1536) | Frederik I van Brandenburg-Ansbach (1460-1536) | Frederik I van Brandenburg-Ansbach (1460-1536) | Frederik I van Brandenburg-Ansbach (1460-1536) | Frederik I van Brandenburg-Ansbach (1460-1536) | Zofia Jagiellonka (1464-1512)               | Zofia Jagiellonka (1464-1512)               | Zofia Jagiellonka (1464-1512) | Zofia Jagiellonka (1464-1512) | Zofia Jagiellonka (1464-1512) | Zofia Jagiellonka (1464-1512) |  |  |  |  |  |  |  |  |  |  |  |  |  |  |  |  |  |  |  |  |  |  |  |  |  |  |  |  |  |  |  |  |  |  |  |  |  |  |  |  |  |  |  |  |  |  |  |  |
|                                                   |                                                   |                                                   |                                                   |                                                   |                                                   |                                            |                                            |                                            |                                            |                                          |                                          |                                          |                                          |                                                |                                                |                                                |                                                |                                                |                                                |                                              |                                              |                                          |                                          |                                             |                                             |                                             |                                             |                                             |                                             |                                     |                                     |                                        |                                        |                                                    |                                                    |                                                    |                                                    |                                                    |                                                    |                                            |                                            |                                                |                                                |                                                |                                                |                                                |                                                |                                             |                                             |                               |                               |                               |                               |  |  |  |  |  |  |  |  |  |  |  |  |  |  |  |  |  |  |  |  |  |  |  |  |  |  |  |  |  |  |  |  |  |  |  |  |  |  |  |  |  |  |  |  |  |  |  |  |
|                                                   |                                                   |                                                   |                                                   | Willem I van Nassau-Dillenburg (1487–1559)        | Willem I van Nassau-Dillenburg (1487–1559)        | Willem I van Nassau-Dillenburg (1487–1559) | Willem I van Nassau-Dillenburg (1487–1559) | Willem I van Nassau-Dillenburg (1487–1559) | Willem I van Nassau-Dillenburg (1487–1559) |                                          |                                          |                                          |                                          |                                                |                                                | Juliana van Stolberg-Wernigerode (1506-1580)   | Juliana van Stolberg-Wernigerode (1506-1580)   | Juliana van Stolberg-Wernigerode (1506-1580)   | Juliana van Stolberg-Wernigerode (1506-1580)   | Juliana van Stolberg-Wernigerode (1506-1580) | Juliana van Stolberg-Wernigerode (1506-1580) |                                          |                                          |                                             |                                             |                                             |                                             |                                             |                                             |                                     |                                     | Georg III van Leuchtenberg (1502-1555) | Georg III van Leuchtenberg (1502-1555) | Georg III van Leuchtenberg (1502-1555)             | Georg III van Leuchtenberg (1502-1555)             | Georg III van Leuchtenberg (1502-1555)             | Georg III van Leuchtenberg (1502-1555)             |                                                    |                                                    |                                            |                                            |                                                |                                                | Barbara van Brandenburg-Ansbach (1495-1552)    | Barbara van Brandenburg-Ansbach (1495-1552)    | Barbara van Brandenburg-Ansbach (1495-1552)    | Barbara van Brandenburg-Ansbach (1495-1552)    | Barbara van Brandenburg-Ansbach (1495-1552) | Barbara van Brandenburg-Ansbach (1495-1552) |                               |                               |                               |                               |  |  |  |  |  |  |  |  |  |  |  |  |  |  |  |  |  |  |  |  |  |  |  |  |  |  |  |  |  |  |  |  |  |  |  |  |  |  |  |  |  |  |  |  |  |  |  |  |
|                                                   |                                                   |                                                   |                                                   | Willem I van Nassau-Dillenburg (1487–1559)        | Willem I van Nassau-Dillenburg (1487–1559)        | Willem I van Nassau-Dillenburg (1487–1559) | Willem I van Nassau-Dillenburg (1487–1559) | Willem I van Nassau-Dillenburg (1487–1559) | Willem I van Nassau-Dillenburg (1487–1559) |                                          |                                          |                                          |                                          |                                                |                                                | Juliana van Stolberg-Wernigerode (1506-1580)   | Juliana van Stolberg-Wernigerode (1506-1580)   | Juliana van Stolberg-Wernigerode (1506-1580)   | Juliana van Stolberg-Wernigerode (1506-1580)   | Juliana van Stolberg-Wernigerode (1506-1580) | Juliana van Stolberg-Wernigerode (1506-1580) |                                          |                                          |                                             |                                             |                                             |                                             |                                             |                                             |                                     |                                     | Georg III van Leuchtenberg (1502-1555) | Georg III van Leuchtenberg (1502-1555) | Georg III van Leuchtenberg (1502-1555)             | Georg III van Leuchtenberg (1502-1555)             | Georg III van Leuchtenberg (1502-1555)             | Georg III van Leuchtenberg (1502-1555)             |                                                    |                                                    |                                            |                                            |                                                |                                                | Barbara van Brandenburg-Ansbach (1495-1552)    | Barbara van Brandenburg-Ansbach (1495-1552)    | Barbara van Brandenburg-Ansbach (1495-1552)    | Barbara van Brandenburg-Ansbach (1495-1552)    | Barbara van Brandenburg-Ansbach (1495-1552) | Barbara van Brandenburg-Ansbach (1495-1552) |                               |                               |                               |                               |  |  |  |  |  |  |  |  |  |  |  |  |  |  |  |  |  |  |  |  |  |  |  |  |  |  |  |  |  |  |  |  |  |  |  |  |  |  |  |  |  |  |  |  |  |  |  |  |
|                                                   |                                                   |                                                   |                                                   |                                                   |                                                   |                                            |                                            |                                            |                                            | Jan VI van Nassau-Dillenburg (1535–1606) | Jan VI van Nassau-Dillenburg (1535–1606) | Jan VI van Nassau-Dillenburg (1535–1606) | Jan VI van Nassau-Dillenburg (1535–1606) | Jan VI van Nassau-Dillenburg (1535–1606)       | Jan VI van Nassau-Dillenburg (1535–1606)       |                                                |                                                |                                                |                                                |                                              |                                              |                                          |                                          |                                             |                                             |                                             |                                             |                                             |                                             |                                     |                                     |                                        |                                        |                                                    |                                                    |                                                    |                                                    | Elisabeth van Leuchtenberg (1537-1579)             | Elisabeth van Leuchtenberg (1537-1579)             | Elisabeth van Leuchtenberg (1537-1579)     | Elisabeth van Leuchtenberg (1537-1579)     | Elisabeth van Leuchtenberg (1537-1579)         | Elisabeth van Leuchtenberg (1537-1579)         |                                                |                                                |                                                |                                                |                                             |                                             |                               |                               |                               |                               |  |  |  |  |  |  |  |  |  |  |  |  |  |  |  |  |  |  |  |  |  |  |  |  |  |  |  |  |  |  |  |  |  |  |  |  |  |  |  |  |  |  |  |  |  |  |  |  |
|                                                   |                                                   |                                                   |                                                   |                                                   |                                                   |                                            |                                            |                                            |                                            | Jan VI van Nassau-Dillenburg (1535–1606) | Jan VI van Nassau-Dillenburg (1535–1606) | Jan VI van Nassau-Dillenburg (1535–1606) | Jan VI van Nassau-Dillenburg (1535–1606) | Jan VI van Nassau-Dillenburg (1535–1606)       | Jan VI van Nassau-Dillenburg (1535–1606)       |                                                |                                                |                                                |                                                |                                              |                                              |                                          |                                          |                                             |                                             |                                             |                                             |                                             |                                             |                                     |                                     |                                        |                                        |                                                    |                                                    |                                                    |                                                    | Elisabeth van Leuchtenberg (1537-1579)             | Elisabeth van Leuchtenberg (1537-1579)             | Elisabeth van Leuchtenberg (1537-1579)     | Elisabeth van Leuchtenberg (1537-1579)     | Elisabeth van Leuchtenberg (1537-1579)         | Elisabeth van Leuchtenberg (1537-1579)         |                                                |                                                |                                                |                                                |                                             |                                             |                               |                               |                               |                               |  |  |  |  |  |  |  |  |  |  |  |  |  |  |  |  |  |  |  |  |  |  |  |  |  |  |  |  |  |  |  |  |  |  |  |  |  |  |  |  |  |  |  |  |  |  |  |  |
|                                                   |                                                   |                                                   |                                                   |                                                   |                                                   |                                            |                                            |                                            |                                            |                                          |                                          |                                          |                                          |                                                |                                                |                                                |                                                |                                                |                                                |                                              |                                              |                                          |                                          |                                             |                                             |                                             |                                             |                                             |                                             |                                     |                                     |                                        |                                        |                                                    |                                                    |                                                    |                                                    |                                                    |                                                    |                                            |                                            |                                                |                                                |                                                |                                                |                                                |                                                |                                             |                                             |                               |                               |                               |                               |  |  |  |  |  |  |  |  |  |  |  |  |  |  |  |  |  |  |  |  |  |  |  |  |  |  |  |  |  |  |  |  |  |  |  |  |  |  |  |  |  |  |  |  |  |  |  |  |
|                                                   |                                                   |                                                   |                                                   |                                                   |                                                   |                                            |                                            |                                            |                                            |                                          |                                          |                                          |                                          |                                                |                                                |                                                |                                                |                                                |                                                |                                              |                                              |                                          |                                          |                                             |                                             |                                             |                                             |                                             |                                             |                                     |                                     |                                        |                                        |                                                    |                                                    |                                                    |                                                    |                                                    |                                                    |                                            |                                            |                                                |                                                |                                                |                                                |                                                |                                                |                                             |                                             |                               |                               |                               |                               |  |  |  |  |  |  |  |  |  |  |  |  |  |  |  |  |  |  |  |  |  |  |  |  |  |  |  |  |  |  |  |  |  |  |  |  |  |  |  |  |  |  |  |  |  |  |  |  |
| Willem Lodewijk van Nassau-Dillenburg (1560–1620) | Willem Lodewijk van Nassau-Dillenburg (1560–1620) | Willem Lodewijk van Nassau-Dillenburg (1560–1620) | Willem Lodewijk van Nassau-Dillenburg (1560–1620) | Willem Lodewijk van Nassau-Dillenburg (1560–1620) | Willem Lodewijk van Nassau-Dillenburg (1560–1620) |                                            |                                            | Johan VII van Nassau-Siegen (1561-1623)    | Johan VII van Nassau-Siegen (1561-1623)    | Johan VII van Nassau-Siegen (1561-1623)  | Johan VII van Nassau-Siegen (1561-1623)  | Johan VII van Nassau-Siegen (1561-1623)  | Johan VII van Nassau-Siegen (1561-1623)  |                                                |                                                | George van Nassau-Dillenburg (1562-1623)       | George van Nassau-Dillenburg (1562-1623)       | George van Nassau-Dillenburg (1562-1623)       | George van Nassau-Dillenburg (1562-1623)       | George van Nassau-Dillenburg (1562-1623)     | George van Nassau-Dillenburg (1562-1623)     |                                          |                                          | Elisabeth van Nassau-Dillenburg (1564-1611) | Elisabeth van Nassau-Dillenburg (1564-1611) | Elisabeth van Nassau-Dillenburg (1564-1611) | Elisabeth van Nassau-Dillenburg (1564-1611) | Elisabeth van Nassau-Dillenburg (1564-1611) | Elisabeth van Nassau-Dillenburg (1564-1611) |                                     |                                     | Filips van Nassau (1566-1595)          | Filips van Nassau (1566-1595)          | Filips van Nassau (1566-1595)                      | Filips van Nassau (1566-1595)                      | Filips van Nassau (1566-1595)                      | Filips van Nassau (1566-1595)                      |                                                    |                                                    | Ernst Casimir van Nassau-Dietz (1573–1632) | Ernst Casimir van Nassau-Dietz (1573–1632) | Ernst Casimir van Nassau-Dietz (1573–1632)     | Ernst Casimir van Nassau-Dietz (1573–1632)     | Ernst Casimir van Nassau-Dietz (1573–1632)     | Ernst Casimir van Nassau-Dietz (1573–1632)     |                                                |                                                | ... + 4 zusters en 2 zoons                  | ... + 4 zusters en 2 zoons                  | ... + 4 zusters en 2 zoons    | ... + 4 zusters en 2 zoons    | ... + 4 zusters en 2 zoons    | ... + 4 zusters en 2 zoons    |  |  |  |  |  |  |  |  |  |  |  |  |  |  |  |  |  |  |  |  |  |  |  |  |  |  |  |  |  |  |  |  |  |  |  |  |  |  |  |  |  |  |  |  |  |  |  |  |